# 三肋真羽花介
三肋真羽花介（学名：Eucytherura tricarinata）为尾花介科真羽花介屬下的一个种。